# 1789 en architecture
| Années de l'architecture : 1786 - 1787 - 1788 - 1789 - 1790 - 1791 - 1792    |
| Décennies de l'architecture : 1750 - 1760 - 1770 - 1780 - 1790 - 1800 - 1810 |

Cet article présente les faits marquants de l'année 1789 en architecture.

## Réalisations
Amériques :
- Construction à Rhode Island de la First Methodist Church, avec une flèche de 48 mètres.
- Construction du moulin à sucre de la plantation Alma à Pointe Coupée en Louisiane.

Europe :
- Fin de la construction du Panthéon de Paris, dessiné par Jacques-Germain Soufflot.

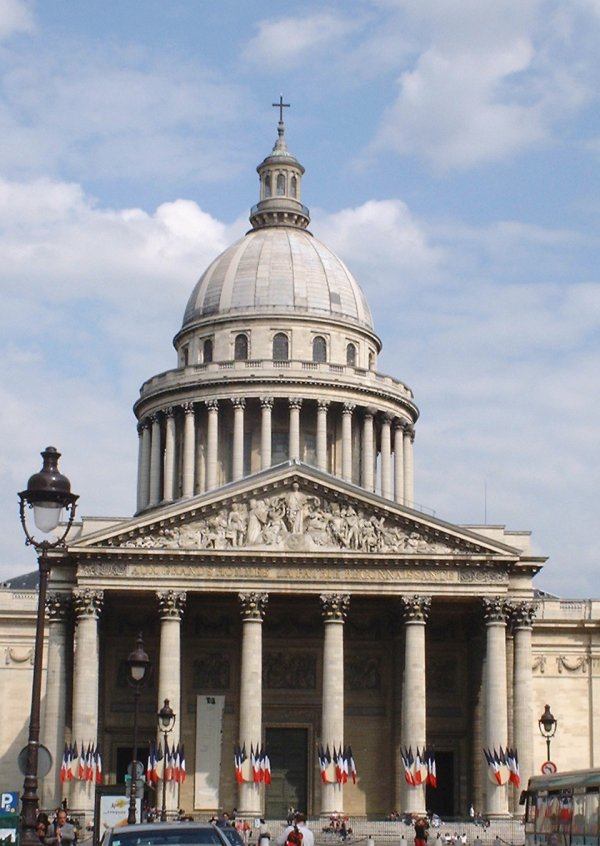
Façade du Panthéon de Paris.

- Marché Nikolsky à Saint-Petersbourg.

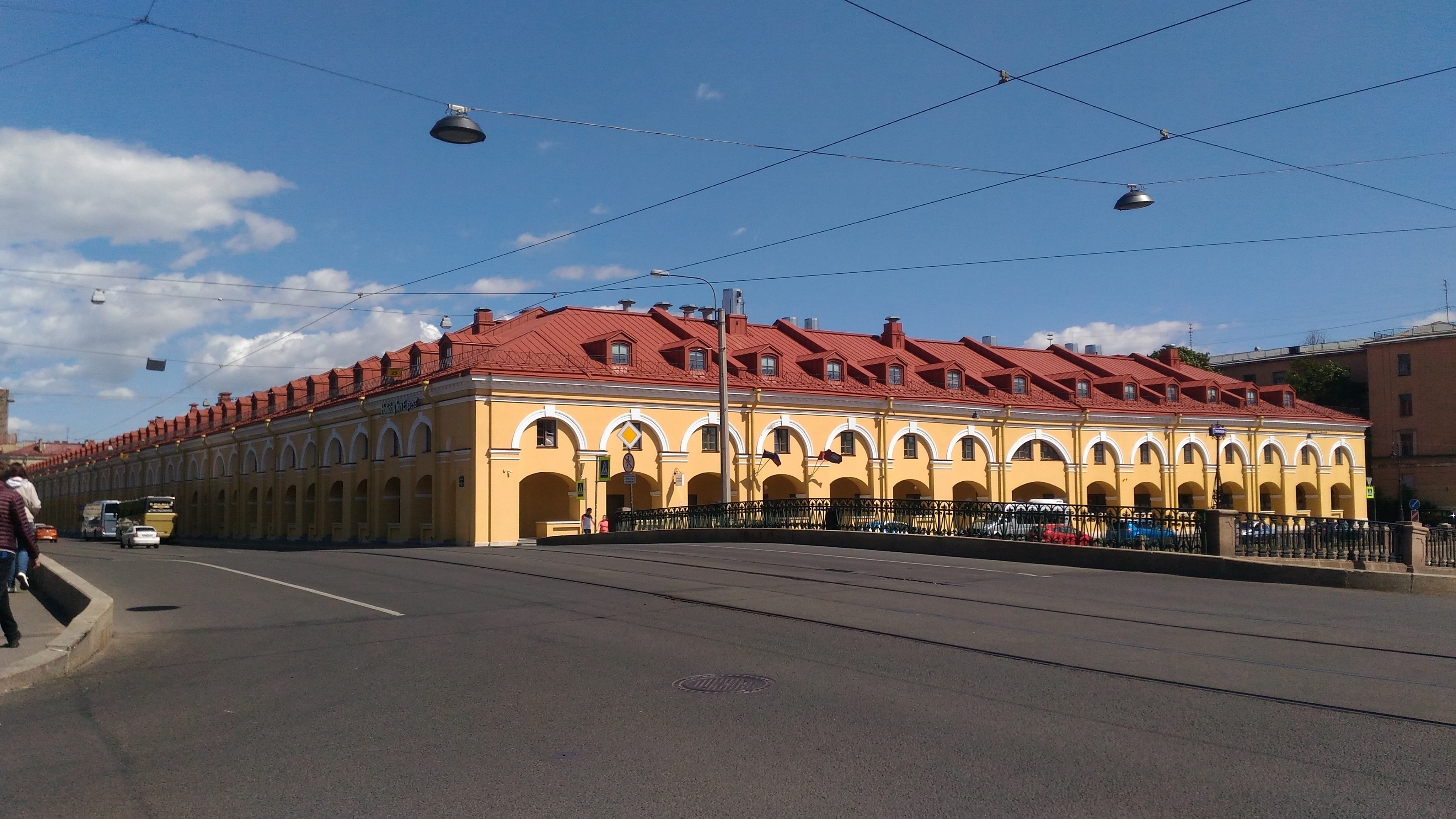
Le Marché Nikolsky en 2019.

## Événements
- x

## Récompenses
- x

## Naissances
- 20 décembre : William Burn († 15 février 1870).

## Décès
- 27 juillet : Nicolas Le Camus de Mézières (° 26 mars 1721).